# Чхорян (станция метро)
«Чхорян» (кор. 초량역) — подземная станция Пусанского метро на Первой линии. Она представлена двумя боковыми платформами. Станция обслуживается Пусанской транспортной корпорацией. Расположена в квартале Чхорян муниципального района Тонку Пусана (Южная Корея). На станции установлены платформенные раздвижные двери.
Станция была открыта 15 мая 1987 года.
Открытие станции было совмещено с открытием участка Первой линии длиной 5,4 км и ещё 5 станцийː «Чунан», «Пусан», «Пусанджин», «Чвачхон» и «Помиль».